# Weddellzee
De Weddellzee is een randzee van de Zuidelijke Oceaan en wordt begrensd door het Antarctisch Schiereiland en de kusten van het Coatsland. Het grootste gedeelte van deze zee bestaat uit ijs, onder andere het  bekende Filchner-Ronne-ijsplateau. Deze ijsschots bedekt ook het Berknereiland, gelegen in de zee. De gehele zee maakt deel uit van de Argentijnse claim op Antarctica. De zee is op het breedste punt ongeveer 2000 kilometer breed en heeft een oppervlakte van 2,8 miljoen km². In de Weddellzee ligt de Weddellgyre.
Naar het noordoosten ligt de voorgestelde Koning Haakon VII-zee.
Aan de Weddellzee liggen de Halleybaai en de Vahselbaai.

## Geschiedenis
De zee is genoemd naar de Britse zeeman James Weddell die de zee als eerste bevoer in 1823, en tot op 74° zuiderbreedte raakte. De zee werd voor het eerst grondig verkend door de Schotse William Bruce in de periode 1902 tot 1904. 
In januari 1915 raakte Ernest Shackletons schip, HMS Endurance, in de Weddellzee vast in het ijs en werd geplet.

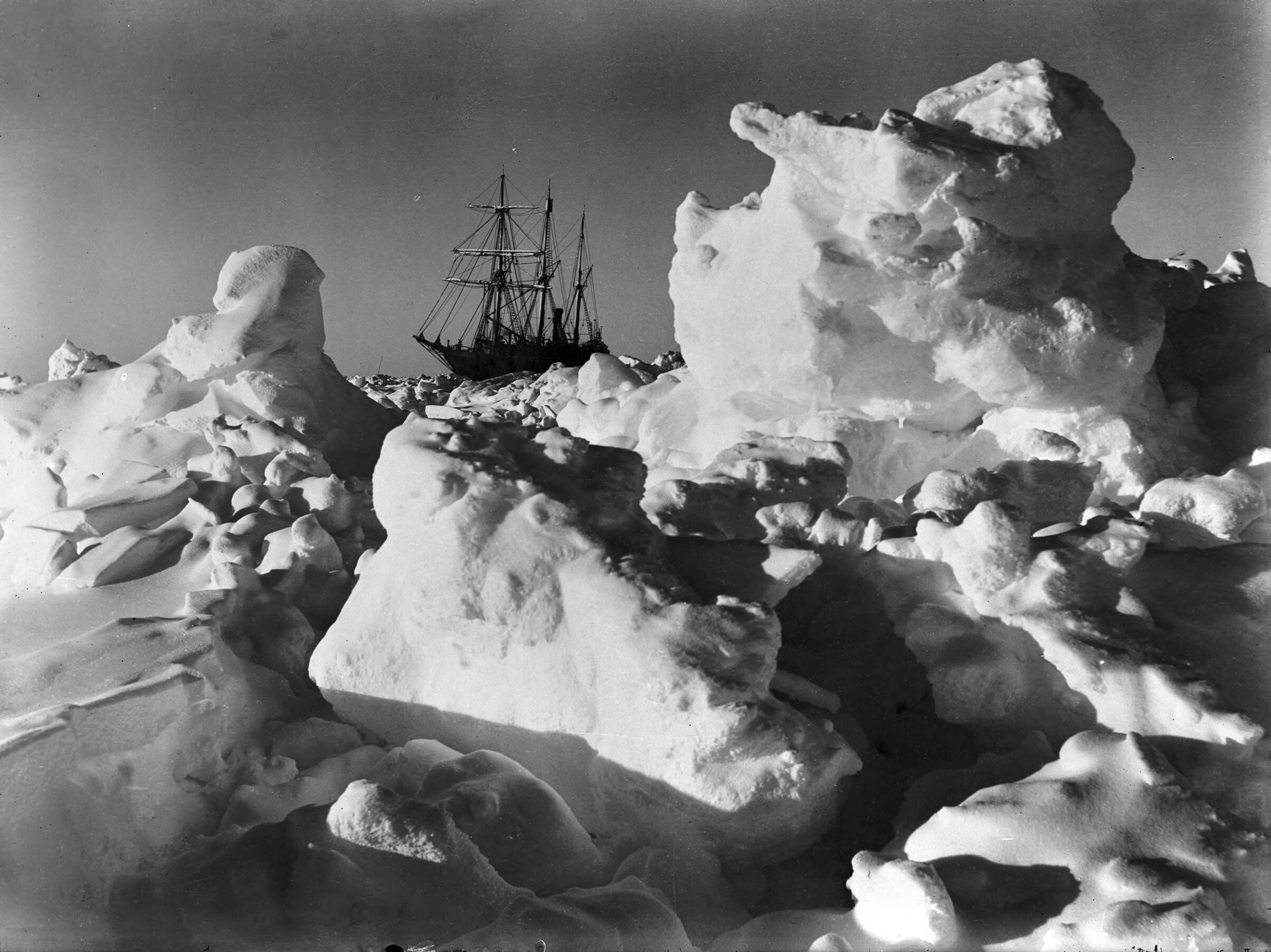
De HMS Endurance vast in het pakijs van de Weddellzee (1915)

## Geologie
Het wordt aangenomen dat het opbreken van Gondwana het begin vormde van de Weddellzee.